# 하워드 엑스
Howard X는 호주-홍콩 중국인 음악 프로듀서이자 정치 풍자 이자 언론인이다. 그는 세계 최초 의 북한 최고 지도자 김정은 을 전문적으로 사칭 한 인물이다.
하워드 X의 유명한 장난이나 사건 중에는 2016년 리우올림픽에 출전해 레딧에 오마주로 등장한 사건과 2018년 평창 동계올림픽 발렌타인 데이에 북한 응원단을 방문하여 많은 언론의 주목을 받은 사건이 있다. 전문 사칭가로서의 경력을 통해 그는 또한 여러 조직 및 유명인과 협력하여 패러디를 만들고 정치 및 인권에 대한 대화를 선동했다. 그는 유머가 매우 강력한 무기라고 믿고 종종 독재자를 미화하기 위해서가 아니라 그를 풍자하기 위해 독재자를 모방한다는 점을 분명히 한다.
그는 홍콩의 민주화 운동 과 북한 해방에 대한 지지를 풍자적으로 표현한 것으로 잘 알려져 있다. 김정은과 닮았다는 이유로 정치적 우려로 구금되거나 추방됐다. 그는 또한 그의 행동과 사칭으로 일하기 때문에 언론 인터뷰와 광고에 자주 고용된다. 2021년에는 홍콩 정부에 의해 자택에서 급습, 체포된 사실이 알려지면서 집권 중국 공산당의 표적이 된 것이 아니냐는 우려가 나왔다.